# Apristurus kampae
Apristurus kampae – gatunek ryby chrzęstnoszkieletowej z rodziny Pentanchidae, występujący w zachodnim Oceanie Spokojnym u wybrzeży Oregonu i Kalifornii, Meksyku oraz Półwyspu Kalifornijskiego na głębokości do 1830–1888 m. Dorosły osobnik osiąga zwykle 52–59 cm długości. Podobnie jak inne Pentanchidae, jest jajorodny.